# I fondamenti del diciannovesimo secolo
I fondamenti del diciannovesimo secolo (Die Grundlagen des neunzehnten Jahrhunderts) sono un saggio dello scrittore britannico naturalizzato tedesco Houston Stewart Chamberlain pubblicato per la prima volta nel 1899.
Nel libro l'autore avanza una varietà di teorie antisemitiche razziste e soprattutto rifacentesi alla concezione del movimento völkisch descrivendo come la "razza ariana" sia superiore a tutte le altre e il popolo dei Teutoni come uno degli esempi principali di forma positiva nella civiltà occidentale, contrapponendogli in negativo gli ebrei. Fu il suo libro di maggior successo.

## Sinossi
Pubblicato per la prima volta in lingua tedesca, il libro si concentra sulla nozione controversa che vorrebbe l'intera civiltà occidentale essere stata profondamente segnata dall'influenza dei popoli teutonici. Chamberlain raggruppò tutte le popolazioni europee - non solo i tedeschi, ma anche i celti, gli slavi, i greci e i latini - all'interno della cosiddetta "razza ariana", una macro-razza costruita sull'antica cultura del popolo protoindoeuropeo. Al timone della "razza ariana", e di tutte le altre razze, vide i popoli della razza nordica o teutonici. Egli scrisse:
Il libro di Chamberlain si concentra sulla rivendicazione del fatto che i popoli teutonici sono gli eredi diretti dei grandi imperi dell'antica Grecia e dell'antica Roma, cosa questa che anche Carlomagno e alcuni suoi successori credevano. Sostenne che quando le tribù dei Germani distrussero l'impero romano, gli ebrei e gli altri non-europei oramai lo dominavano.
I tedeschi, in questo scenario, salvarono in tal modo la civiltà occidentale dalla dominazione semitica. I pensieri di Chamberlain vennero fortemente influenzati dagli scritti di Arthur de Gobineau (1816-1882) il quale aveva anch'egli sostenuto la superiorità della "razza ariana". Questo termine venne, nel corso del XIX secolo, sempre più utilizzato per descrivere i popoli caucasici o europei (vedi Europoide), a differenza degli ebrei che sono stati considerati come "infusione velenosa del Vicino oriente nel corpo politico europeo".
Per Chamberlain il concetto di "razza ariana" non è stata semplicemente definita dalle origini etno-linguistiche, rappresentava invece anche un ideale astratto di élite razziale. La razza ariana o "nobile" stava sempre evolvendosi quando i popoli superiori soppiantarono quelli inferiori nelle lotte evolutive per la sopravvivenza.
Costruendo un po' sulle teorie di Gobineau e un po' su quelle di Georges Vacher de Lapouge (1854-1936), Chamberlain sviluppò una teoria relativamente complessa riguardo alle origini razziali, alle caratteristiche fisiche e a quelle culturali. Secondo Chamberlain l'ebreo moderno (Homo judaeica) mescola alcune caratteristiche degli Ittiti (H. syriaca) - in particolare il "naso ebraico", il mento ritirato, una grande astuzia e attaccamento al denaro (attraverso l'usura) - e alcune dei veri Semiti, il beduino appartenente al gruppo degli arabi (H. arabicus), in particolare l'indice cefalico (o cranio dolicocefalico lungo e stretto), la pelle spessa ed una tendenza a non essere intelligente mentre molto portato ad essere distruttivo.
Secondo una tale teoria il prodotto di questa miscelazione è stato compromesso dalle grandi differenze vigenti tra questi due gruppi: "tutte le razze storiche e le nazioni sono state prodotte da una mescolanza o mescolanza razziale, ma ovunque la differenza di tipo è troppo grande per essere attraversata, allora abbiamo il meticciato. Questo è il caso per gli ebrei. L'attraversamento tra beduino e siriano era - da un punto di vista anatomico - probabilmente peggior e di quello tra spagnolo e Indios sudamericani. 
Chamberlain considerò anche i Berberi del Nordafrica come appartenenti alla "razza ariana".
"I nobili Mori di Spagna sono stati un gruppo di puri arabi del deserto, per metà berberi provenienti dalla razza ariana e le sue vene sono così piene di sangue gotico che anche oggi i nobili abitanti del Marocco possono tracciare la propria discendenza indietro fino agli antenati progenitori teutonici".
Chamberlain (che aveva una laurea in biologia) rifiutò il darwinismo, la teoria dell'evoluzione e finanche il darwinismo sociale, sottolineò invece la gestalt la quale, disse, derivava da Goethe. Chamberlain considerò il darwinismo come la dottrina più abominevole ed errata della storia.
Chamberlain usò anche una vecchia idea biblica sulla composizione etnica della Galilea per argomentare che mentre Gesù poteva essere ebreo per religione, probabilmente non era ebreo per razza, sostenendo invece una sua discendenza dagli Amorrei. Durante il periodo tra le due guerre alcuni teologi filonazisti svilupparono queste idee come parte della creazione di un "Gesù ariano".
Adolf Hitler, ammiratore di Chamberlain, ebbe una visione del mondo simile, come viene ben evidenziato dai suoi discorsi registrati, e riscoprì l'idea di Gesù figlio illegittimo di un soldato romano di stanza in Galilea.

## Accoglienza
I Fondamenti vendettero ampiamente: otto edizioni e 60 000 copie entro i primi dieci anni, 100 000 copie entro il 1914 e 24 edizioni e più di un quarto di milione di copie entro il 1938. La traduzione in lingua russa fu particolarmente popolare e venne portata dai russi bianchi fino in Siberia.
La traduzione inglese del 1911 ricevette recensioni positive in gran parte della stampa britannica. Il libro venne lodato da The Spectator come "un monumento di erudizione". il Birmingham Post lo recensì dicendo che era "brillante di vita, pieno di pensiero fresco e vigoroso". Il The Herald di Glasgow rifletté che sarebbe stato difficile "sopra-stimare le qualità stimolanti del libro". Nel The Times Literary Supplement venne dichiarato come "uno dei libri che ha veramente importanza". Nel notiziario della sinistra politica Fabian News George Bernard Shaw lo definì "un capolavoro storico": "coloro che non lo hanno letto", continuò il drammaturgo britannico, "non potranno parlare con intelligenza sui problemi sociologici e politici contemporanei".
Negli Stati Uniti Theodore Roosevelt, molto più cauto, evidenziò l'estrema parzialità dell'autore (un giudizio che sembra esser sfuggito agli altri lettori contemporanei), ma affermò che Chamberlain "rappresenta un'influenza da tenere conto e da prendere in considerazione seriamente".
Il libro fu assai importante per l'imperatore tedesco Guglielmo II di Germania il quale divenne amico di Chamberlain (con cui tenne una corrispondenza) e divenne uno dei fondamenti spirituali della Germania nazista. Le idee di Chamberlain inerenti alla razza ebbero una grande influenza su Hitler, che li ha facilmente adattati nella sua politica razziale nella Germania nazista; Chamberlain, iscritto al partito nazista, fu visitato da Joseph Goebbels e dallo stesso Hitler al suo capezzale a Bayreuth.